# آیکا کوبایاشی
آیکا کوبایاشی (انگلیسی: Aika Kobayashi; ۲۳ اکتبر ۱۹۹۳ – ) صداپیشه اهل ژاپن بود.